# Martin Heidegger et la question du temps

Temps réel

Dans ses cours et conférences, Heidegger a abordé à de multiples reprises la question du temps, qu'il s'agisse de sa nature ou de son fondement. Toute l'œuvre du philosophe, et notamment son livre majeur Être et Temps, peut être considérée comme une contribution à l'élucidation de cette question. C'est dès 1915 dans sa leçon d'habilitation consacrée au Concept de temps dans la science historique que commence la série de travaux sur ce sujet, suivis de la conférence intitulée le concept de temps de 1924, les prolégomènes de 1925 et Être et Temps en 1927.

## Vue d'ensemble
La question du temps a été abordée au cours des siècles, selon deux approches principales : d'une part l'approche théologique dans laquelle le temps a pour fonction de distinguer deux domaines de l'étant, l'un incorruptible, à savoir Dieu et l'éternité, l'autre, la création, le monde sub-lunaire et l'homme dans son être temporel et fini qui font face à l'éternité, d'autre part une approche philosophique dont les fondements, inchangés jusqu'ici, ont été posés par Aristote. Dans cette tradition, le fait que la finalité du temps soit de rendre possible la mesure a conduit à penser le temps comme succession de « maintenant », dans une forme identique à l'espace c'est-à-dire relevant d'un écoulement uniforme.
Après les premières hypothèses mythiques que l'on doit aux Grecs de la Grèce archaïques, Aristote liant temps et mouvement, dans sa Physique  installe une doctrine « physico-mathématique » du temps qui, sous des aspects divers, s'est fondamentalement perpétuée telle qu'elle y compris dans l'attitude scientifique jusqu'à nos jours. La pensée Métaphysique directement issue d'Aristote domine inchangée au Moyen Âge et dans la Scolastique. En parallèle se développe à partir d'Augustin, puis avec René Descartes et enfin Emmanuel Kant une pensée du temps, qui sans renier l'acquis aristotélicien, réintroduit les ressorts psychologiques de la perception du temps. Au XXe siècle, Henri Bergson, Edmund Husserl, et Martin Heidegger  mettent l'accent sur la durée et la temporalité préparant ainsi une nouvelle approche du concept de temps en rupture avec la conception traditionnelle. L'interprétation heidegerrienne du temps s'avérera, selon certains, (Jean Beaufret, propos rapporté par François Vezin), si révolutionnaire qu'elle a pu être qualifiée de véritable séisme.
Par contre, l'évolution rapide des mathématiques et de la physique ne paraît pas remettre fondamentalement en cause les premières intuitions aristotéliciennes « quant au temps qui n'est rien en soi et qui n'existe que relativement aux événements qui s'y déroulent » comme le constatait Heidegger, dans la conférence de 1924  Le concept de temps,.

## Les toutes premières interrogations

### L'état de la question
À début du XXe siècle, Heidegger découvre une tradition philosophique où domine sans partage la conception aristotélicienne du temps comme succession de « maintenant », où le phénomène n'est explicité que sous l'angle de son lien avec le « mouvement » physique. Quelques pionniers, comme Husserl au sein de sa phénoménologie, et Bergson avec ses notions de durée et de vécu, ont commencé à ébranler l'évidence de ces schémas descriptifs pour expérimenter d'autres voies, notamment psychologiques. L'aporie qui veut que le temps n'est en rien un « étant » et qu'il n'y a pas, au même titre que pour l'être, de lieu en surplomb qui nous permettrait de l'examiner, que nous baignons dedans, que nous l'expérimentons dans notre propre existence, n'a pu être levée. « Toute pensée du temps est temporelle » . Qu'est-ce à dire sinon qu'aucune explication du temps par autre chose que lui-même n'est recevable ? s'interroge Jean Greisch.

### Les précurseurs Kant, Bergson, Husserl, Kierkegaard

#### Emmanuel Kant

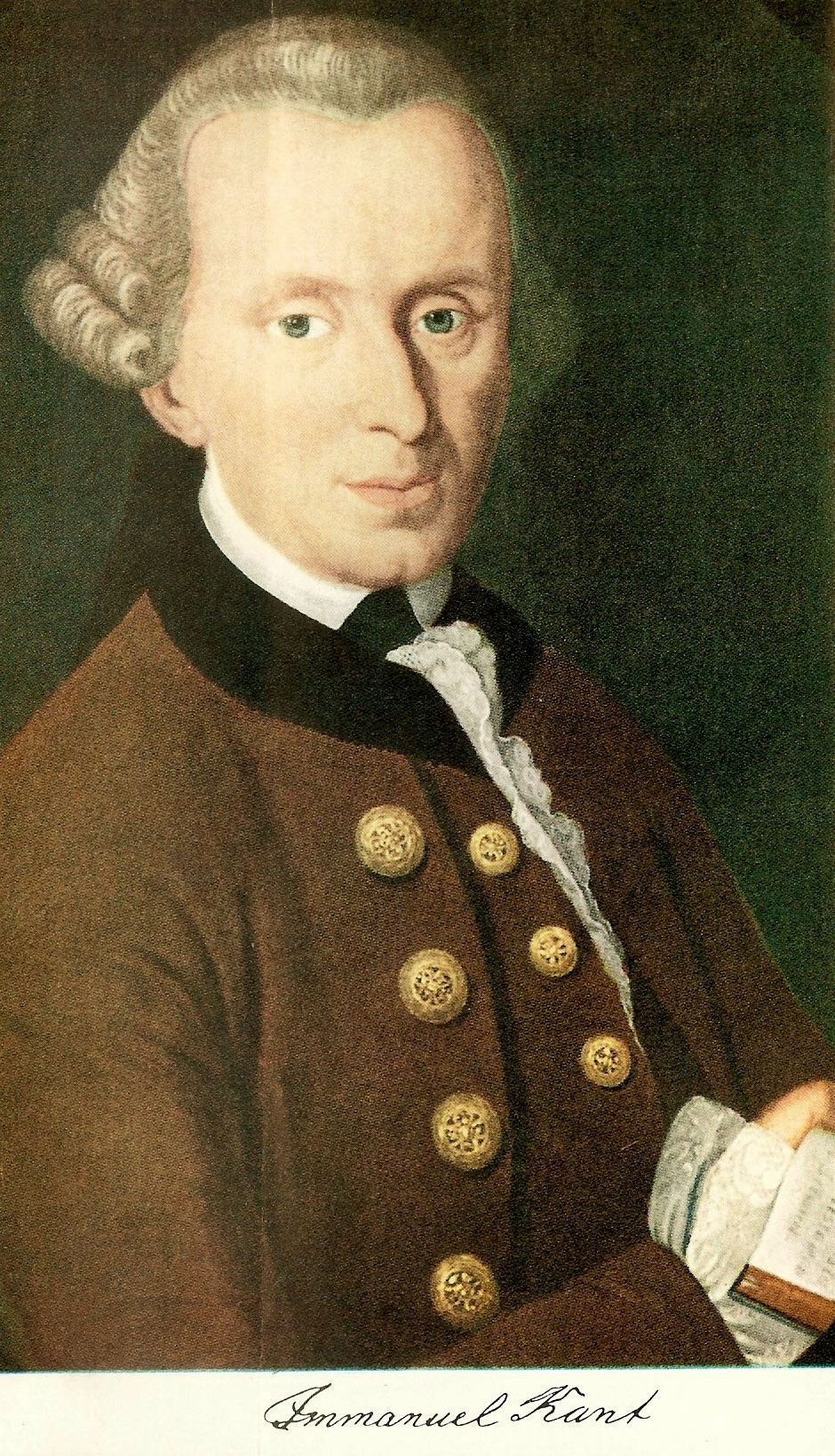
Kant

Alors que tout le monde, y compris et surtout ses épigones du courant néokantien, comprenait sa Critique de la raison pure, comme une théorie philosophique de la connaissance scientifique, nous dit François Vezin, arrive Heidegger qui, dans son livre Kant et le problème de la métaphysique, soulève une autre interprétation possible du kantisme. Il s'agit de montrer en quoi Kant a au fond réhabilité la métaphysique en lui faisant retrouver la solidité d'un sol inexpugnable à partir d'une critique de la raison dont il est avéré qu'elle peut errer et se tromper. À partir d'une lecture phénoménologique, Heidegger voit dans la doctrine du « schématisme » « comme une pierre d'attente pour une problématique de la temporalité » et les prémisses d'une analytique de la finitude et de la métaphysique du  Dasein,.  

#### Søren Kierkegaard

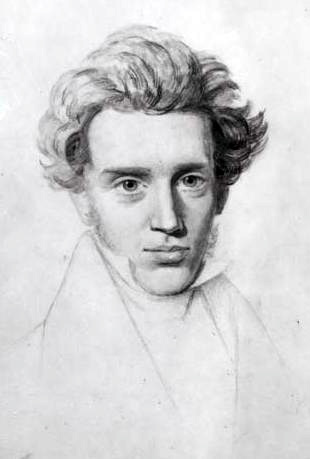
Kierkegaard

Søren Kierkegaard conceptualise et met en relation les tonalités-affectives (« angoisse », « désespoir »), construisant ainsi une psychologie philosophique. Cette nouvelle attention aux « tonalités affectives » aura une grande influence dans l'œuvre de Martin Heidegger. Kierkegaard expose en outre, une théorie du temps (de l'« instant » et de la « répétition »), de l'instant comme "carrefour du temps et de l'éternité", et des « stades » de l'existence (esthétique : rapport de l'homme à la sensibilité ; éthique : rapport de l'homme au devoir ; religieux : rapport de l'homme à Dieu) qu'il ne faut pas comprendre de manière chronologique ni de manière logique mais plutôt de manière existentielle.

#### Henri Bergson
« Les extases de la temporalité heideggérienne seraient-elles possibles sans Henri Bergson ? » s'interroge Emmanuel Levinas dans une préface d'un livre de Marlène Zarader ; reprise de Éthique et Infini. « Cette question est d'autant plus ironique (selon Levinas) que Heidegger dans Être et Temps accuse Bergson, injustement, de réduire le temps à l'espace » propos rapporté par Camille Riquier

Henri Bergson

Bergson aurait franchi un pas décisif avec son concept de « durée », durée qui échappe à la définition traditionnelle du temps comme succession de « maintenant ». C'est lui qui, s'agissant des trois moments du temps, le présent, le passé et l'avenir, loin de les voir se succéder, cherche à les insérer dans une structure commune pour leur conférer une unité de sens. Même si Heidegger n'en fait pas état dans son livre, Bergson aurait pu ainsi lui donner l'idée d'une unité « co-originaire » des trois moments du temps et mis le philosophe allemand sur la voie de la temporalité « ek-statique » qui sera à partir de Être et Temps, l'autre nom de la temporalité originaire. La démarche n'en reste pas moins tout autre. La temporalité « ek-statique » du Dasein exposé au §65 d'Être et Temps n'a rien à voir avec la « durée pure » de Bergson. Pourtant dans Être et Temps (§5), Heidegger ne veut voir, assez injustement, dans le philosophe de la durée qu'est Bergson, qu'un adepte de la conception vulgaire du temps qui, malgré lui, ne comprend le temps que dans la dimension spatiale.

#### Edmund Husserl

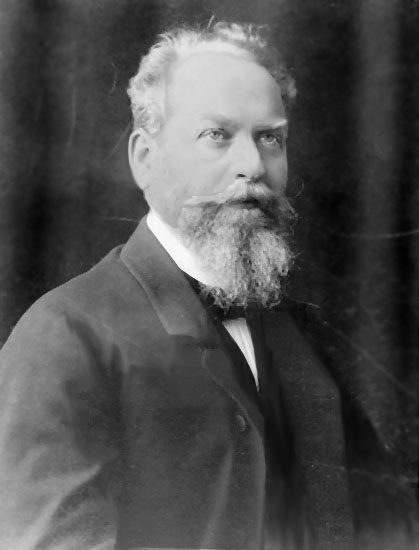
Edmund Husserl

Heidegger publia en 1926, sur la demande de Husserl, dont il était l'assistant, les Leçons pour une phénoménologie de la conscience intime du temps. Comme le note Camille Riquier, c'est vers Edmund Husserl que l'on se tourne si l'on recherche une provenance à la temporalité « ek-statique » du Dasein, alors même  qu'Heidegger déclare ne pouvoir rien tirer des analyses husserliennes pour avancer dans sa compréhension ontologique du phénomène.  On relève l'accord des deux philosophes sur le principe d'une origine phénoménologique du temps. Ainsi Rudolf Bernetnote dans son étude, « une similitude entre l'analyse husserlienne de l'unité entre impression originaire, « rétention » et « protention » au sein de la conscience absolue et l'analyse heideggérienne de l'unité ek-statique horizontale ». Pour autant cela ne l'empêche pas de conclure à une série de désaccords profonds entre les deux philosophes.

### Le renouvellement de la question par Heidegger
Heidegger considère que toutes les explications fournies jusqu'à lui, quant à la « nature du temps », sont sinon fausses, du moins très superficielles car elles n'atteignent pas le vrai fondement, que la question qui mobilise toute sa pensée, celle « du sens de l'être », va soulever. Le temps public, ordinaire, le temps des horloges, serait un temps dérivé qui tirerait son sens et sa valeur d'un temps sous-jacent, dissimulé, plus originaire. Avant Heidegger, seuls Bergson et Husserl tentèrent d'échapper au temps linéaire des horloges.  Pour poursuivre dans cette lignée, Heidegger entend réserver au temps un droit autonome (donc indépendant du mouvement), en tant qu'il jaillit directement de la temporalité du Dasein. Afin de saisir le concept de temps dans sa spécificité, il s'agit selon Servanne Jollivet, de remonter jusqu'au vécu « dans lequel le concept s'enracine à titre d'objectivation spécifique ».
Cette position originale, au dire de François Vezin, traducteur de Être et Temps, aurait littéralement révolutionné les termes selon lesquels la question du temps se posait jusqu'ici ; termes quasiment inchangés depuis l'origine de la pensée philosophique, à l'exception de la récente percée du philosophe français Henri Bergson, dans son Essai sur les données immédiates de la conscience.  Heidegger aurait eu selon lui l'intuition qu'outre ce caractère dérivé, la perception courante de ce phénomène découlerait d'une interprétation absolument constante depuis les origines de la philosophie grecque, interprétation qui cacherait un phénomène riche et énigmatique.

#### Échapper aux fausses questions
L'approche phénoménologique permet à Heidegger d'échapper à de faux problèmes qui encombrent la question du temps et le conduit à réinterpréter les plus essentiels.

##### La dissolution de vieilles apories
Sans remonter loin dans le temps, Paul Ricœur fait état de problèmes jusqu'ici insolubles, légués par la tradition que l'approche heideggérienne permet d'oublier. Il en est ainsi de la question pendante depuis Aristote et Augustin de savoir si le temps relève plutôt de l'ordre physique que de l'âme ou du psychique, de l'antinomie husserlienne entre conscience intime du temps et temps objectif. Doit-on, ajoute Catherine Malabou « opposer le temps vécu au temps historique, ou bien le temps de la nature au temps défini comme durée ? Ces oppositions, pour pertinentes qu’elles soient, ferment l’horizon du questionnement au lieu de l’ouvrir ».
Avec la structure prégnante de l'être-au-monde, Heidegger ruine définitivement la problématique du sujet et de l'objet, tout autant que celle de l'âme et de la nature.
D'un autre côté, l'affirmation répétée de l'oubli de l'être va ruiner toute tentative de cerner, avant tout le parcours de l'analytique existentiale, et par intuition directe le phénomène du temps.

##### La question «d'où vient le temps»?
Heidegger a cherché à comprendre le temps à partir de lui-même, et non plus à partir d'autre chose, d'un autre étant par exemple, comme c'était le cas jusqu'à lui ; que ce soit l'interprétation du temps par le « mouvement » avec Aristote, l’éternité avec les scolastiques, la conscience avec Saint Augustin, l'esprit avec Hegel ou Kant, le « vécu » pour Bergson.
Pour ce faire, une seule voie, interroger le seul être qui ne se comprend lui-même que par la temporalité et dont le caractère fondamental est d'être « temporal » (on verra en quel sens avec la « temporalité extatique »), c'est-à-dire, le Dasein.
Dès avant Être et Temps et faisant suite à ses premières analyses sur la « vie facticielle » une « phénoménologie de la temporalité », autrement dit une interrogation sur l' « être du temps », avait commencé à prendre corps, écrit Michel Haar. Jean Greisch note que c'est à partir d'une reconnaissance de la portée phénoménologique du texte aristotélicien, portée ignorée jusqu'à lui, que Heidegger a fondé sa propre approche.
Heidegger écarte toute explication théorique. Le problème du temps doit être abordé à la manière dont nous expérimentons la temporalité dans la « vie facticielle » et nous demander ce que dans cette expérience veulent dire passé, présent, avenir. « Notre chemin part de la vie facticielle à partir de laquelle on conquiert le sens du temps » écrit Heidegger.

#### Les directions fondamentales du nouveau questionnement
Être et Temps entame la question de l'être avec l'analyse de l'étant qui a pour propriété de le comprendre : l'être temporel par excellence qu'est, le Dasein.  La question de la temporalité en tant que qualité des êtres temporels va remplacer dans l'approche phénoménologique qui est celle de Heidegger, la question classique du concept de temps. Jean-François Courtine écrit, c'est dans son interprétation de la doctrine platonicienne de la « Réminiscence » que Heidegger va tirer l'idée d'une « relation originaire de l'être et du temps » à l'œuvre dans « l'étant qui comprend l'être ». Nous devons aux travaux de  Paul Ricœur un résumé des trois directions d'analyse à partir desquelles Heidegger engage la question du Temps. 

##### La temporalité comme sens d'être du Souci
Tout l'effort de Heidegger vise, en rattachant  la question du temps à celle du Souci, à l'arracher ainsi à la théorie de la connaissance pour la porter au niveau d'un mode d'être du Dasein note Paul Ricœur. François Vezin parle, plus précisément encore, du Temps comme d'un existential.
Heidegger a l'intuition que le « temps » et l'« être », deux notions aussi insaisissables l'une que l'autre et que l'ontologie classique, oppose fermement depuis Aristote, comme « être et devenir », désignent « le même »  au point que selon François Vezin« je ne puis nommer l'être sans avoir déjà nommé le temps » ; et donc que l'être a quelque chose de temporal, que les temps physiques, fini ou infini, n'étaient que des dérivés d'un temps plus originaire ; temps originaire, sous-jacent, que Heidegger se donne pour tâche d'expliciter, en liaison étroite avec le mode d'être du Dasein.
En effet, la question de ce qu'est le temps, au sein de l'« ontologie fondamentale », conformément à la démarche générale de l'œuvre conduit tout naturellement Heidegger à privilégier comme interlocuteur, l'« être-là » ou Dasein, celui-là même qui est accessible à lui-même dans l'analyse existentiale menée dans Être et Temps, celui qui dit « je suis », ou « je serais »  et qui par conséquent, dans sa quotidienneté, s'inscrit toujours, avec l'affirmation de ses modes d'être, dans le temps.
Paul Ricœur attire l'attention sur la patiente démarche du philosophe qui n'aborde  la question du temps qu'en seconde section, ce qui n'est pas sans signification, lorsque l'on connaît l'importance du détour que constituent l'analytique du  Dasein, de la « mondéité » et de l' « être-au-monde ».

##### L'avenir comme fondement de l'unicité des trois moments du temps
Heidegger, s'est en outre attaqué à l'énigme que constitue l'unité du « concept de temps », que l'on ne connaît que déployé en trois dimensions (présent, passé, futur). L'unité qui doit être fondée et préservée à travers la « temporalisation » de ces trois dimensions, c'est l'unité de quelque chose qui n'est en aucune manière un « étant » comme l'avait déjà établi Aristote. Paul Ricœur nous rappelle que « cette unité du temps Augustin la faisait jaillir du présent par triplification [] or le présent est des trois moments celui qui est le moins apte à soutenir une analyse  originaire et authentique ».
La marche du  Dasein à la rencontre de son pouvoir-être authentique, dépend de la possibilité, qu'a l'« être-là », d'advenir (Zukommen) à soi-même, rappelle Christian Sommer . Être-soi, pour le Dasein, implique de ne rien laisser de côté, d'« être-un-tout », parler d'anticipation de l'avenir, de marche en avant, comprend donc la reprise de l'antériorité. On peut donc dire que le passé va ainsi paradoxalement « naître de l'avenir ». Paul Ricœur cite Heidegger « Le phénomène qui offre pareille unité d'un « à-venir » qui « rend présent » dans le procès d'« avoir-été », nous le nommons temporalité ».
Philippe Capelle-Dumont décrit ainsi le rapport du temps véritable à l'existence humaine, qui prend la forme pour l' être-là que nous sommes d'un point d'appui à partir duquel la temporalité authentique peut se déployer. « L'être-là coïncide avec lui-même dans la temporalité de sa- possibilité extrême- : sa propre mort.  Cette coïncidence se réalise dans le mouvement d'anticipation ( Vorlaufen ) qui transcende l' être-révolu. L'anticipation saisit l'« être révolu » comme possibilité propre de chaque instant, comme ce qui est certain maintenant ».

##### Les trois niveaux de temporalisation: temporalité, historialité, intra-temporalité
Le passé, le présent et l'avenir vont se présenter, selon l'expression de Camille Riquier, comme des événements purs et co-originaires, nommant la manière dont le temps se « temporalise » dans un unique surgissement temporel. Cet unique surgissement temporel que Heidegger appelle  die Gegenwart , n'est plus pensé comme un « présent » s'opposant au passé et à l'avenir mais comme le lieu où se rencontrent les trois dimensions du temps.
Jean Grondin fait état de son côté, d'un déploiement qui se produit de lui-même, Geschehen comme l'exprime l'allemand, à travers l'« expérience temporelle », du Dasein. L'authenticité implique l'attestation de l' « être-un-tout », dont seul l'être-pour-la-fin, ou « être-vers-la-mort », Zum ende sein comporte une clôture. Ces considérations annoncent le primat du futur en lieu et place du présent dans la tradition. Paul Ricœur fait état de relations nouvelles entre les trois dimensions du temps qui vont constituer le concept de « temporalité », temporalité qui désigne : « l'unité articulée de l'avenir, de l'avoir-été et du présenter qui doivent être pensés ensemble ».
La question de l'historialité du Dasein intervient lorsqu'à propos de la définition de l' « être-un-tout » se pose la question, oubliée jusque-là, de la naissance et de la prise en compte de l'« entre-deux » entre naissance et mort, c'est-à-dire de l'existence. L'être-vers-la-mort est le fondement dissimulé de l'historialité et donc de l'unité organique de l'existence. Il s'agit de comprendre « existentialement » toute une mobilité, le fait de rester soi-même, de couvrir cet entre-deux  en rejetant la tentation de réintroduire, l'idée de permanence dans le temps successif d'un sujet substantiel écrit Christian Dubois. « Si, l'« être-là », a de fait chaque fois son histoire, et peut avoir quelque chose comme une histoire, c'est parce que l'être de cet étant est constitué par l'historialité » écrit encore Paul Ricœur.
Avec l'historicité, se trouve posée la question de l'histoire et « de sa prétention à se constituer en science autonome »écrit Paul Ricœur. Il s'agit pour Heidegger de montrer que l'histoire à travers la persistance des vestiges du passé  ne peut être comprise qu'en tant que forme dérivée de l'historialié du Dasein. Paul Ricœur consacre d'importantes pages au problème que constitue l'intelligence des « restes, ruines, antiquités, outillages anciens ».

### La recherche d'un autre fondement
« Si l'être humain était inséré dans le temps de telle sorte que ce qu'« est » le temps peut être déchiffré à partir de lui »  questionne, on ne peut plus clairement, Heidegger, dans cette conférence de 1924. 
Il faudrait que l'être de cet « être-là », le Dasein, soit défini selon les caractères fondamentaux de l'être du temps. Il faudrait que l'« être temporel » soit l'énoncé fondamental de l'« être-là » vis-à-vis de son être. Heidegger démontre qu'il en est bien ainsi grâce au phénomène de la « temporalité » et particulièrement, à travers la « tension » vers le futur qu'implique la prépondérance du  « Souci »,, car c'est ainsi que le Dasein se comprend et comprend sa vie. Le Dasein absorbé par le présent sur le mode du « Souci », note Jean Grondin, se trouve transporté constamment dans un futur délimité par les possibilités ouvertes par l'existence passée. La « temporalité » va se présenter comme le sens ultime du « Souci », autrement dit, comme le sens ultime de l'« être-là ».
C'est de Platon et de sa doctrine de la « réminiscence » écrit Jean-François Courtine que Heidegger va tirer l'idée d'une compréhension primordiale et a priori de l'être humain, qui témoigne d'une relation originaire de l'être et du temps. « L'homme est appréhendé dans son essence comme cet étant qui comprend l'être et se rapporte à l'étant sur cette base, en fonction de cette compréhension primordiale ». Ce qui s'annoncerait à travers cette thématisation de l'« a priori », serait quelque chose comme la temporalité originaire de l'être.
Ces points acquis, il restera à préserver dans la nouvelle définition de la temporalité, la co-originarité des trois dimensions du temps  (présent, passé, futur), déjà vue par St Augustin et aussi Husserl souligne Françoise Dastur.  Partant de cette « co-originarité » nécessaire  Heidegger  en modifiera la perspective ; contrairement à Augustin, la dimension du présent va définitivement perdre sa primauté par rapport aux deux autres.
Afin d'étayer ce lien entre « temporalité » et Dasein Françoise Dastur qui y a consacré tout un ouvrage, résume en quatre étapes une longue démonstration de Heidegger correspondant aux quatre derniers chapitres d'Être et Temps visant à montrer : que l'être du souci n'est rien d'autre que la temporalité et que successivement les quatre modes d'être du Dasein, la quotidenneté, l'historialité, l'intra-temporalité, sont aussi, autant de modes de temporalisation du Temps.

## Modes de temporalité du Dasein

### Du temporel au temporal

#### Une question qui n'est pas de simple vocabulaire
La traduction d'Être et Temps distingue deux termes  pour Zeitlichkeit, temporalité et temporellité (réservé par François Vezin, à la temporalité du Dasein), comme temps constitutif de l'être même du  Dasein- etTemporalität, « le temps comme horizon possible de toute entente de l'être en général » nous rapporte Alain Boutot .
Si l'homme est un « être temporel » (inscrit dans un espace temps) il ne l'est donc pas comme une chose ou un animal, c'est pourquoi s'agissant de la temporalité du Dasein les traducteurs comme François Vezin et François Fédier  proposent le terme de « temporellité » qui fait signe vers « la manière qu’a l'être humain d'être temporel ». Et cette manière ne se limite pas à être simplement soumis au temps mais à être projeté vers un avenir, vers du possible, avoir en permanence à se choisir et à répondre de ses choix (ce que Heidegger nomme le souci). Faisant ce constat il ne s'agit plus pour Heidegger de s'intéresser à la fuite des jours mais à la manière dont l'homme vit sa propre temporalité « non comme un cadre externe dans lequel prendrait place la vie du sujet mais comme une structure interne » note Jean Greisch.
Cette distinction est doublée d'une  autre, entre « temporel » et « temporal » : le temporel est le temps de l'histoire et des sciences, le temporal le temps de l'être à rapprocher d'historial, l'histoire de l'être. Le Dasein est à la fois temporel en prenant place dans le temps historique et temporal en ce que cette temporalité ou temporellité sous l'angle du Dasein « représente l'horizon de toute compréhension de l'être ». Le terme de temporellité se substitue à temporalité lorsque est pris en vue les conditions de l'entente de l'être.
Enfin s'agissant de l'histoire, outre le mot d'Historie, Heidegger brodant sur le verbe Geschehen (arriver) introduit à partir de  Geschichte qu'il entend comme  « histoire essentielle », ceux de Geschichtlich traduit par historial et la geschichtlichkeit qui donnera historialité.

#### La «temporation» du temps
Comme l'écrit Christian Dubois, le temps se présente comme « l'espace de jeu à partir duquel l'homme, le  Dasein  peut -être- ». En effet l'homme est, selon la philosophie d'Heidegger, cet « étant » qui comprend l'être et pour ce qui le concerne, à l'inverse de tout animal, « a » - à être » (c'est ce que l'on nomme l'existence). Cet « avoir à être » à chaque fois réitéré, accompagne « la manière unique dont le temps se « tempore », c'est-à-dire la manière dont le passé est passé, le présent est présent, et le futur est futur »-. C'est la « temporation » du temps qui ouvre de nouvelles possibilités à l'être toujours en avance sur lui-même, à la recherche de sa propre authenticité, qu'est le Dasein .
Par temporation, il faut entendre, non plus le réglage mécanique du temps des horloges mais l'entrée dans un temps phénoménologique dans lequel on peut parler de : « temps historique, temps liturgique, temps des amours, du bon vieux temps, du temps musical, tous ces temps ayant leur rythme propre et dont le temps vulgaire est la forme la plus pauvre » écrit François Vezin.
Rudolf Bernet qui recense les points de similitude entre Husserl et Heidegger dénombre chez les deux philosophes, trois niveaux de temporation « qui dérivent les uns des autres en vertu d'un rapport de fondation ».
1. le temps de l'énonciation et de la préoccupation qui se nivelle dans le temps vulgaire de la nature.
2. le temps de la possibilité a priori de ce qui précède dans l'unité ek-statique du présentifier.
3. la temporation originaire de la temporalité ek-statique dans l'existence propre du Dasein qui revient sur soi.

#### Du temps qui s'en va au temps qui s'en vient
Heidegger renverse la perspective traditionnelle en délaissant la formule traditionnelle du « temps qui passe », qui s'écoule, pour tenter de penser le temps comme quelque chose qui arrive,, qui nous échoit, aidé en cela par les ressources de l'allemand qui distingue, à propos de l'histoire et des événements passés, une  Geschichte  du verbe Geschehen, opposée à Historie, qui correspond au sens de l'histoire savante; Geschichte , que les traducteurs ont rendu en français par « accomplissement », ( Rudolph Boehm et Alphonse De Waelhens), « Provenir » (Emmanuel Martineau), et même « aventure » (François Vezin). Un temps qui n'est plus une simple succession selon le schéma  passé, présent, futur mais un « mûrissement » induit des « interactions profondes entre les moments du temps qui seraient inexplicables si celui-ci se ramenait à une stricte succession chronologique ».
Dans ce renversement il ne s'agit pas d'embellir le passé mais de retrouver un « temps original » auquel le « temps officiel » fait écran. Le passé n'est pas que voué à l'oubli, Heidegger y dégage ce que la traduction a appelé « l' « être-été » qui est ce qui dans ce passé se prolonge dans le présent et ne cesse de venir à nous » écrit François Vezin.
C'est de la prise en compte de ce phénomène de « mûrissement » que va naître l'idée d'une « temporalité extatique » du Dasein.

### La temporalité extatique
L'analyse préparatoire du Dasein privilégiant son « pouvoir-être », menée dans les tout premiers paragraphes de Être et Temps a montré la place fondamentale du « Souci »  dans le comportement de cet être, qui va autoriser Heidegger à conduire une interprétation du temps, non plus à partir du présent, comme l'avait fait toute la tradition avant lui, mais à partir du « futur ». Le Souci va recevoir sa direction d'une temporalité qui est tendue vers son « pouvoir-être » le plus « propre ».
Pierre Aubenque relie, déjà, bien que celui-ci ne le fasse pas expressément, dans Aristote, « l'analyse du temps à celle du mouvement ». Cet interprète identifie ce qu'il appelle une « implication temporelle » dans la tripartition « de l'« être-en-mouvement », en matière, privation et forme : la forme étant ce que la chose sera, la privation ce cette chose pouvait être, le sujet ce qui subsiste, demeure ». Heidegger adoptera, dans l'exposé sur la temporalité extatique du  Dasein  la triplicité aristotélicienne sous une forme étrangement parallèle : le souci, la résolution, l' être-jeté. 

#### Les concepts de base
Dans l'article Dasein sont exposés les concepts de base : le « souci » Sorge, la « conscience » Gewissen, l'« être-vers-la-mort » Sein zum Tode, l'« être-jeté » Geworfenheit, la « résolution anticipante », Die vorlaufende Entschlossenheit, l'« angoisse », l'« être-été » qui permettent d'articuler « l'être-temps » du Dasein, autrement dit son essence temporelle.
Ces concepts bien connus doivent être complétés par l'analyse que mène Heidegger au § 72 de  Être et Temps (SZ p. 374) sur le thème de la prise en compte existentiale de l'épaisseur de l'existence comme extension du Dasein, autrement dit de l'« entre deux » entre naissance et mort, négligé jusqu'ici, mais qui va permettre d'élucider le phénomène de l'individuation et de la constance du « Soi ». À cette occasion émerge un nouveau concept l' « être-été », Die Gewesendheit, qui aura pour fonction d'exprimer que « le passé ne cesse d'être et par là de venir à nous, qu'il se prolonge dans le présent agissant en lui et lui donnant figure » écrit François Vezin. La prise en compte de cet « entre deux », suppose aussi, de mettre prioritairement en lumière le sens existential de la naissance « qui ne se confond pas avec un événement datable mais qui au contraire, tant que le Dasein existe, ne cesse, comme l'anticipation de la mort, de se produire » Françoise Dastur,. 
Au travers de l'analytique du Dasein menée dans son ouvrage Être et Temps  Heidegger expose le caractère temporal du Dasein -plus particulièrement, dans les paragraphes 64-65-66 du même ouvrage, dans l'exposition des divers moteurs de sa mobilité, comme l'anticipation de la mort, son « avoir-à-être » à partir de son « être-jeté », son exposition au monde et sa résistance décidée à la dispersion du soi, qui interviennent conjointement dans ce que Heidegger appelle sa triple extase temporelle ou temporalité « ek-statique », ou originaire ; originaire au sens où le temps physique ne serait qu'un temps dérivé. Cette triple extase ouvre l'« être-là », le Dasein, aux trois dimensions du temps, l'« à-venir », l'« avoir été », le « présent ». Françoise Dastur et aussi François Fédier  présentent, un commentaire approfondi sur ce phénomène complexe de la « temporellité » que nous devons à la traduction de  François Vezin.
L'« angoisse » renvoie le Dasein à sa nudité et à sa « finitude », débarrassé de sécurités illusoires qui l'entourent, vers son être le plus « propre ». Dans ce renvoie l'être-là découvre ses  possibilités d'existence essentielles que porte encore avec lui l'être qu'il fut (l'être-été) sur le mode du « pouvoir-être » (§68 Être et Temps (SZ p. 267)). Comme « être-jeté » dans l'existence ( Die Geworfenheit), le Dasein a toujours déjà été : cet « avoir-été » ou mieux selon l'expression d'« être-été » que l'on doit à François Vezin marque un changement de temporalité. Cet « être-été » est partie intégrante de l'existence du Dasein venant à soi, au sens où « être-été » l' « être-là » peut dire : « je suis mon passé, mon passé dure en moi ». Les ressaisir en un seul coup d'œil (traduction de l'allemand Augenblick) exprime la fidélité à soi d'une existence libre. Dans l'anticipation de son « pouvoir-être» le plus propre que Heidegger vise sous l'expression de « résolution anticipante », le Dasein existe toujours dans son « projet-jeté » dans cette possibilité et donc en avant de lui-même, décalé, « libéré de toutes les familiarités et les affairements du quotidien, il entraîne tout avec lui dans le néant ». Ce qui est à souligner, c'est que cette « possibilité » qui n'est en aucun cas assimilable à une potentialité, est par elle-même, d'ores et déjà pour le Dasein, déploiement du temps ( temporation) dans « l'être-pour-l'avenir » (Voir note fin du texte de la Conférence). Cet « ad-venir à soi » de l'être le plus propre, dans l'horizon de « l'être-révolu » (être-vers-la mort), Heidegger va le désigner comme le  concept existential d'« avenir ».
La démarche de Heidegger, résume Françoise Dastur consiste à ramener à la « temporalité » les structures essentielles de l' «être-au-monde »  ( compréhension, disposition, déchéance et discours) dégagées à l'occasion de l'« analytique existentiale » au début de Être et Temps.

#### La question de l'extension temporelle duDasein
Après avoir récusé l'interprétation de la naissance comme simple événement dans le temps, Heidegger tente d'élucider la question du vécu, de la cohésion de la vie entre la naissance et la mort, dont procède l'ipséité, par le jeu du Souci et ultimement en faisant appel à la constitution temporelle du Dasein (SZ p. 374). Pour ce dernier la mort et la naissance ne s'inscrivent pas dans un temps physique datable mais s'en viennent ensemble co-originairement  en tant qu'« ad-venir » et « être-été » pour former à tout moment la vie dans toute son épaisseur Geschehen des Daseins que François Vezin a  traduit par « aventure humaine » et Emmanuel Martineau par « provenance ».
C'est dans l'analytique existentiale que Heidegger tente d'expliciter cette notion d'extension qui couvre l'entre deux entre naissance et mort. Il apparaît que la marche du  Dasein à la rencontre de son (SZ p. 374) « pouvoir-être authentique » dépend de la possibilité, qu'a l'« être-là », d'advenir Zukommen à soi-même comme le relève Christian Sommer . « Être-soi », pour le Dasein, implique de ne rien laisser de côté, et être (exister) du même mouvement, projet, et en avant de soi, son propre passé, ce qui ne peut se faire qu'en portant « résolument », devant soi, son « être-jeté » et toutes les possibilités, vécues ou laissées de côté, que révèle l'extension de l'existence. Parler d'anticipation de l'avenir, de marche en avant, comprend donc la reprise de l'antériorité, le passé va ainsi paradoxalement naître de l'avenir. Être-soi ne va pas sans la reprise de l'entièreté de l'existence entre la naissance et la mort, entièreté qui ne saurait se réduire à une simple perspective événementielle d'un maintenant auquel seraient simplement greffés projets et souvenirs dans une suite vécus.

#### L'articulation de l'ensemble
L'articulation dynamique de tous ces éléments fait l'objet d'un exposé complexe, difficile à résumer, dans tous les comptes rendus des interprètes de la pensée de Heidegger, tels Françoise Dastur, Marlène Zarader, Jean Greisch, Michel Haar. Leur mise en perspective et leur combinaison  exige à tout le moins une bonne de connaissance des principes généraux de la Dynamique du Dasein. Il s'agit en effet après avoir évacué dans son principe la « succession temporelle », de sauver une certaine continuité du temps. Cela ne sera possible que par la mise à jour d'une structure unitaire des trois acceptions du temps.
L'analyse commence par un constat : il est de l'essence de l' « être-là », d'être perpétuellement en recherche de « soi-même », comme le révèlent les phénomènes mis à jour à travers les concepts de « Souci » et d'« Inquiétude ». Or le Dasein ne se comprend dans sa vérité qu'à partir de son « pouvoir être » le plus « propre », c'est-à-dire dans la  possibilité extrême que lui révèle l'anticipation de sa mort quant à son « être révolu », comme Heidegger l'expose pour la première fois dans sa Conférence sur le concept de Temps de 1924. Heidegger définit l'« être-là » comme essentiellement l'être de la possibilité de l'« être-vers-la-fin » ou révolu. En langage courant cela signifie que l'être humain sait toujours quelque chose de sa mort même s'il le cache . Anticipant la mort, cet « être-révolu » que je suis qui n'est pas un incident de l'existence ne se substitue pas à mon « être-là » plongé dans la quotidienneté, il n'en est pas une partie mais une modalité, un comment. Pour autant que se maintient cette anticipation, se maintient aussi cette modalité de l'« être-là », alors que par contrecoup se révèle la banalité de l'affairement quotidien, de tout souci et toute planification. Heidegger écrit « au milieu de la splendeur du quotidien, cet être-révolu est capable d'installer l'être-là dans l'inquiétante étrangeté, Die Unheimlichkeit  ». L'anticipation de sa fin, en préservant sa possibilité extrême, constitue l'accomplissement fondamental de l'interprétation de l'« être-là ». L'« être-là » est en propre auprès de lui-même tout autant qu'il se maintient dans l'anticipation de sa fin. De ce fait la catégorie sous laquelle se présente l'existence authentique est le comment, en allemand Wie et non Was. Avec cette anticipation l'être-là est son avenir  « de sorte qu'en effet c'est au sein de cette anticipation qu'il revient à son passé et à son présent ». Être temporel (ou être-pour-l'avenir) devient la modalité d'être de l'être-là.
Phénoménologiquement, en mettant de côté la vision traditionnelle, Heidegger fait le constat qu'on ne peut opposer le passé et l'avenir, tous deux sont pour le Dasein qui toujours s'en vient jusqu'à Soi, « une Venue ». « Le passé comme l'avenir s'en viennent et c'est cette venue et non l'avenir, voire le passé, qui sont décisifs ». Le Dasein ne peut authentiquement « être été» que pour autant qu'il est à venir, en s'en venant de toutes les façons vers lui-même, en retrouvant (répétant) ses propres  possibilités laissées inexplorées.

#### Le projet-jeté
On peut dire que paradoxalement, cet « être-été », pris en charge dans la « résolution anticipante », comme « possibilité », fait existentialement partie de l'avenir, comme « avoir à être ». Le Dasein est toujours déjà à pied d’œuvre, déjà à sa naissance il n'a choisi ni le lieu ni le comment de sa venue. Tout au long de son existence il doit assumer une « capacité projective » qui est toujours déjà liée à (bornée par ?) un horizon de possibilités « en deçà duquel le Dasein ne peut jamais remonter » (en bref il ne peut se libérer de ce qu'il a été, il l'a positivement en charge),.
Avec le concept de « Répétition », Heidegger écarte la conception d'un héritage statique qui s'imposerait. Il faut l'entendre comme reprise du passé et reprise des possibilités du  Dasein, qui ont été là. La répétition du possible n'est ni une restitution du « passé », ni le fait de renouer le présent au « dépassé ». La répétition répond plutôt à la possibilité d'existence qui a été là. La répétition est sélective, elle consiste à aller chercher ce qui s'est inscrit dans l'être pour en reconnaître et re-susciter le « pouvoir d'être » pour son temps.
En attente d'une possibilité, c'est-à-dire en existant comme « ad-venir » à soi et simultanément rappel de son « avoir-été », le Dasein anticipant présentifie l'étant (rend présent ou dévoile) et se présentifie lui-même, devant l'étant subsistant auprès de lui. Autrement dit, le Dasein préoccupé s'ouvre à chaque fois à la présence des choses et à son soi, il les reçoit et les comprend.

#### L'extase temporelle comme structure unitaire
Les articulations dégagées vont être originairement unies, dans ce qu'Heidegger appelle « l'extase temporelle » qui apparaîtra comme « le sens et le visage du Souci » ou comme « le sens ontologique du Souci ». Passé, présent et avenir apparaissent comme des « évènements » purs et originaires qui nomment la manière dont le temps dans cette triplicité simultanée se temporalise,. Camille Riquier précise « Il n'y a donc plus de sujet qui se succède à lui-même dans le temps, mais un  Dasein  qui se déploie dans la totalité de son « pouvoir-être » en existant selon la structure unitaire des trois ekstases » ; la temporalité est Une, le dernier commentateur conclut « La temporalisation ne signifie pas une succession des ekstases, l'avenir n'est pas postérieur à l'être-passé, et celui-ci n'est pas antérieur au présent, la temporalité se temporalise comme avenir-étant-passé-présentifiant ».
Dans cette conception ce n'est que d'une manière dérivée et seconde qu'apparaissent les trois moments connus du temps linéaire comme Présent, Avenir et Passé. La temporalité du Dasein est qualifiée d'originaire par rapport au temps physique, objectif et linéaire, c'est-à-dire, qu'elle en constitue phénoménologiquement la condition de possibilité.
La sortie du Dasein de la « quotidienneté déchéante », de l'emprise du « On » va demander, un véritable arrachement qui ne peut se réaliser que selon deux événements capables de le soustraire au mouvement affairé de l'aliénation rassurante : l'angoisse et l'anticipation de la mort. Cet arrachement forcé fait intervenir une temporalité très particulière, la temporalité kairologique.

### La temporalité kairologique

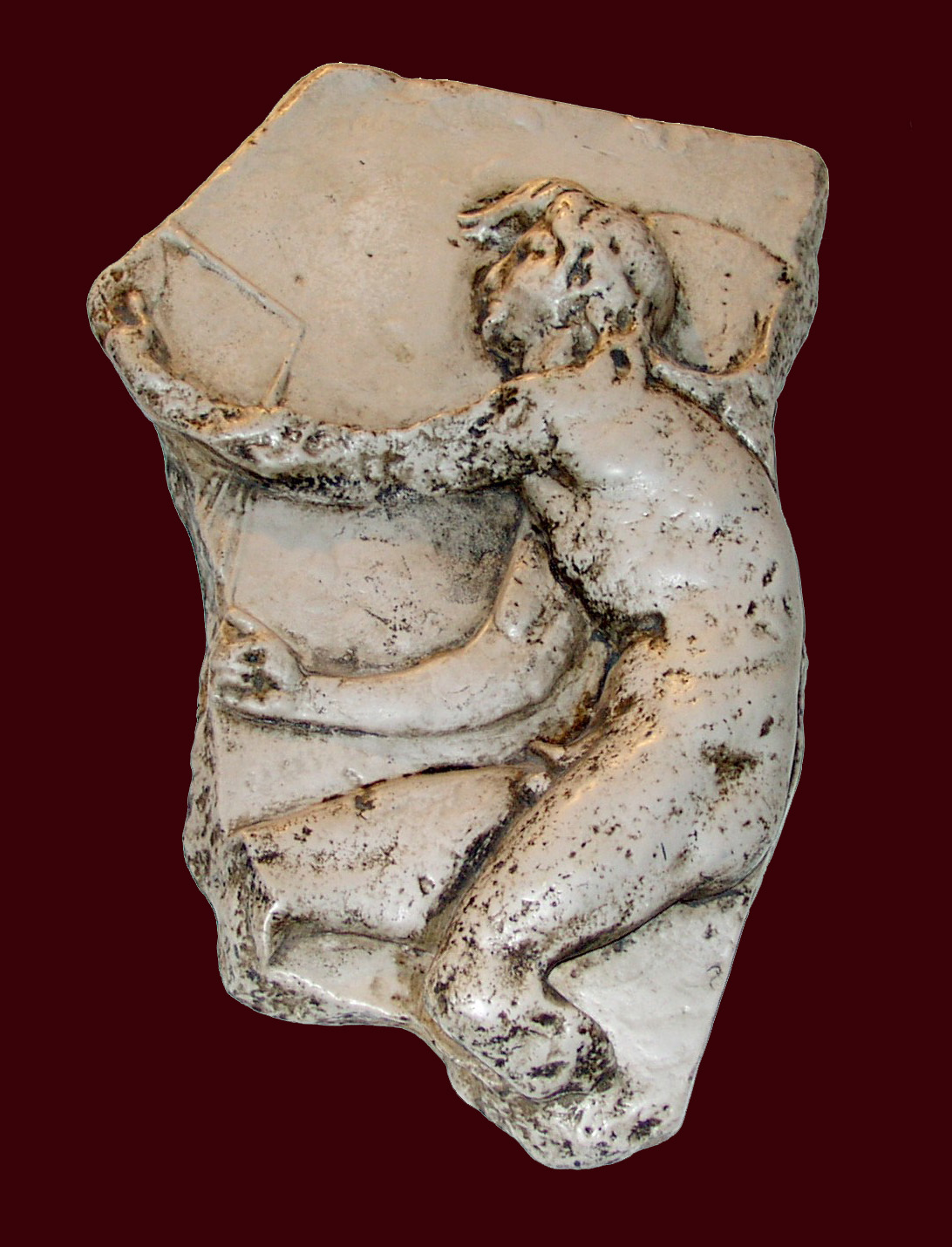
Kairos-Relief von Lysippos, Kopie in Trogir

Jean Greisch rappelle que l'on n'insistera jamais assez sur l'origine chrétienne et catholique du jeune Heidegger par laquelle il explique sa sensibilité particulière sur la question de l'existence étroitement limitée dans un temps et articulée à un « kairos », la pensée de la mort et de la chute. Michel Haar étudie l'influence de ces sources chrétiennes sur la nouvelle vision du temps.
Heidegger prend conscience que la sortie du « Dasein » hors de la quotidienneté déchéante nécessite un véritable « arrachement » et un forçage afin qu'il puisse retrouver son véritable être, ses véritables possibilités. Seuls deux événements majeurs peuvent contraindre le « Dasein » à se soustraire au mouvement affairé de l'aliénation rassurante : l'angoisse et l'anticipation de la mort. Plus particulièrement la possibilité de la mort et son anticipation, met le « Dasein » devant les possibilités jetées comme étant des possibilités qu'il peut choisir à partir de son être propre. Ces possibilités se présentent comme possibilités finies que le « Dasein » comprend à partir de sa propre « finitude ». Mais Heidegger démontre que cet arrachement forcé fait intervenir une temporalité très particulière, qu'il met en liaison avec une très vieille notion de temps, le « temps kairologique » ou temps opportun.

#### Les sources de la temporalité kairologique
« Le temps kaïrologique »,c'est le temps du choix dit Michel Haar « c'est l'occasion, le moment propice ou  non, l'occasion qui passe, mais cette occasion que la vieille sagesse grecque enseignait à reconnaître selon sa puissance ou encore à « saisir par les cheveux » et Aristote à savoir discerner grâce à la vertu de prudence, la phronêsis  ». « Le καιρός est le temps qui ne peut être rempli que par moi » écrit Pierre Destrée. Le kairos n'appartient pas à la temporalité ordinaire, chronologique où tous les instants se valent; s'il ressemble à un événement historique en ce qu'il n'est pas répétable il n'en a cependant pas l'objectivité. Si saisir l'opportunité c'est aussi se lier à une extériorité où la recherche du temps propre au Dasein  est absente, Heidegger détermine cependant deux cas au moins où le « kairologique » peut donner lieu à une temporalité propre : la relation à la Parousie et dans la « vie facticielle », la « Résolution anticipante ». En cela « le kairos ( heidegérien) se rapproche davantage de l’ heure paulinienne que du moment opportun des stoïciens »,

#### Le kairos «eschatologique»
Heidegger va puiser dans le « kairos eschatologique » qui domine l'espérance des premiers chrétiens, les ressources qui vont lui permettre de saisir  un moment clef de la temporalité du  Dasein, resté voilé jusqu'à lui, hormis chez Kierkegaard avec son concept de répétition à savoir la « ressaisie authentique du soi ». Ce « kairos eschatologique » qui va lui servir de paradigme, diffère radicalement de la notion triviale de l'attente.
Heidegger a retenu de ses études sur la « phénoménologie de la vie religieuse » une conception de l'eschatologie et donc de l'attente de la fin des temps qui s'écarte des eschatologies babylonienne, persane ou juive au sens où la relation chrétienne à l'eschatologie (la venue en présence du Christ), n'est pas l'attente d'un événement futur, mais l'éveil à « « l'imminence de cette venue » », comme l'explique Françoise Dastur. Si bien que le rapport à la Parousie n'est pas « être en attente de… », mais « être présentement en éveil », ce qui transforme l'attente en un rapport d'« accomplissement » avec Dieu.
Dans ce cours qui date de 1920-1921, note Jean-Yves Lacoste, consacré à l'analyse la première épître de Paul aux Thessaloniciens, Heidegger fait ressortir l'expérience particulière du temps de ces  primo chrétiens qui le  vivaient dans une « perspective eschatologique ». L'exhortation paulinienne qui vise à tenir la communauté des chrétiens en « éveil », va mettre notre penseur sur le chemin du concept de « Souci », concept majeur d' Être et Temps, qui recouvre l'idée d'insécurité permanente dont il affecte son Dasein et la nécessité qui est la sienne à se tenir dans la vigilance. La seule possibilité pour le chrétien de se laisser renvoyer à soi-même (devant Dieu) consiste à se maintenir dans une foncière indisponibilité vis-à-vis du monde et vis-à-vis de l'avenir. C'est ce maintien dans l'indisponibilité et l'inquiétude Bekümmerung qui caractérise le propre du temps « kairologique », que Heidegger va intégrer dans sa propre conception de la vie facticielle.
On voit que ce qui intéresse Heidegger dans l'expérience du chrétien primitif ce n'est pas le contenu de la « révélation » mais la pure expérience de la « vie facticielle », d'une vie qui ne prend pas ses distances vis-à-vis d'elle-même qui se comprend à l'intérieur de son propre « accomplissement ». La mise en relief de la nécessité de la vigilance en regard de la parousia  permet d'éclairer le rôle essentiel du « Souci » dans la facticité chrétienne, c'est-à-dire sa fondamentale « incertitude » que Heidegger étendra  à toute « vie facticielle », religieuse ou non avec la mise à jour de l'essentielle Finitude du Dasein.

#### Les traits kaïrologiques de la vie facticielle
C'est ce même rapport au Temps non linéaire que Heidegger qualifie de « Temps authentique », celui de la décision, ou « Résolution anticipante »dans Être et Temps. En existant comme « être-en-vue-de-la-mort », le Dasein se donne à comprendre en ce qu'il a d'essentiellement «Propre », d'irrelatif. Comme la mort n'offre aucun aboutissement réalisable, qu'elle ne propose rien, c'est dans son « devancement », dans le devancement de la mort que le Dasein peut s'éprouver lui-même comme « possibilité », comme « pouvoir-être » irrelatif. Détaché de tout le monde ontique, des attraits comme des affects, le Dasein ne se perçoit plus, dans la Résolution ou « décision d'existence » (dans la traduction de Jean-Luc Nancy), comme « être-en-attente », inachevé ou incomplet, perdu dans la dispersion mais comme pure possibilité d'être qui demande à être constamment renouvelée comme « possibilité ».
Ce qu'il faut noter, c'est que la « voix de la conscience » qui mobilise le Dasein perdu dans le «On », ne consiste pas à présenter un choix, une option à la manière du « libre arbitre » mais à « laisser apparaître la possibilité d'un se-laisser-appeler hors de l'égarement du « On » ». Entendre l'appel de sa conscience c'est donc aussi en ce sens, rester aux aguets.
Le Dasein à l'instar du primo-chrétien « n'a plus le temps », la vie se dérobe, les activités mondaines qui apparaissaient si importantes déchoient de leur statut, le temps de l'affairement et des projets devient l'ennemi du temps pour soi, pour se retrouver, du temps pour le soin de son être.
C'est en advenant ainsi libéré, sur le mode du retour à soi que la « résolution anticipante » se réapproprie son « avoir-été » son être-jeté, dans un processus que Heidegger nomme « temporalité », comme c'est ce même rapport d'accomplissement non objectivable avec le Temps qu'il nomme « historialité ». Cette ouverture englobante, l'ouverture en situation du là dans la temporalité authentique n'opère que dans un éclair, dans le clin d'œil de l'instant, Augen-blick'.
Le Souci va se substituer à l'inquiétude du chrétien et devenir l'existential fondamental du Dasein, le phénomène originaire et universel. Cependant, Heidegger n'abandonnera jamais complètement le « souci-inquiétude ».

## La temporalité de l'être
Conformément à son intuition Heidegger, à rebours de la tradition, cherche à donner une « interprétation du temps comme horizon possible de toute compréhension de l'être en général ». Françoise Dastur  note que Heidegger rappelle que les Grecs eux-mêmes, à leur insu, ont compris l'être à partir du temps comme les termes de parousia et d'ousia qui désigne l'étantité semble l'indiquer. Il en trouvera confirmation dans l'étymologie du terme générique grec désignant l'étant, c'est-à-dire « Ousia » venant de « Parousia », παρουσία   qui voulant dire « être-là-devant » ou réalité, parle de « Présence »  Anwesenheit. Dans sa reprise de la tradition `depuis les Grecs, la question directrice écrit Jean Greisch devient « l'ontologie traditionnelle a-t-elle réussi à associer thématiquement l'interprétation de l'être et le phénomène du temps ? ».
La conférence Temps et Être fournit l'occasion à Heidegger d'expliciter ce rapprochement de être et temps.
Avec les Présocratiques, Heidegger nous invite à penser l'être au sein de l'Alèthia (voir article Alètheia) comme un dévoilement ambigu, comme un processus ( voir « les époques de la vérité de l'être » ), qui en même temps qu'il se donne, se réserve et se soustrait « lui-même » ; cette constitution sera le thème de départ de toute la pensée heideggerienne dite de l' « Oubli ou du retrait de l'être », die Seinsverlassenheit. C'est notamment dans un vieux texte d'Anaximandre nous rappelle Hans-Georg Gadamer que Heidegger puise une conception de la totalité de l'être marqué par le caractère éphémère, instantané de sa manifestation comme être-présent.
Platon, refoulant toute l'ambiguïté présocratique, en définissant la Vérité comme un ajustement correct du regard sur l'Eidos (εἶδος en grec ancien), a été celui qui a donné le coup d'envoi de la métaphysique. En réveillant et en cherchant à répéter la pensée présocratique Heidegger transforme toute la métaphysique et ses figures successives, qui peuvent être dorénavant regardées comme une histoire de l'«Oubli de l'être ».